# Testimonis del Llibre de Mormó
Els Testimonis del Llibre de Mormó eren un grup de contemporanis de Joseph Smith que afirmaven haver vist les planxes d'or a partir de les quals Smith va traduir el Llibre de Mormó.
Els testimonis més significatius van ser els «Tres Testimonis» i els «Vuit Testimonis», tots els quals van permetre utilitzar els seus noms en dues declaracions separades incloses amb el Llibre de Mormó.
Els crítics han desafiat la naturalesa i la fiabilitat dels testimonis, però els líders de l'Església de Jesucrist dels Sants dels Últims Dies afirmen que cap dels testimonis va negar mai el que van veure.

## Els Tres Testimonis
Els Tres Testimonis eren un grup de tres líders primerencs del moviment dels Sants dels Últims Dies que van escriure en una declaració de 1829 que un àngel els havia mostrat les planxes d'or a partir de les quals Joseph Smith va traduir el Llibre de Mormó i que havien sentit la veu de Déu testificant que el llibre havia estat traduït pel poder de Déu.

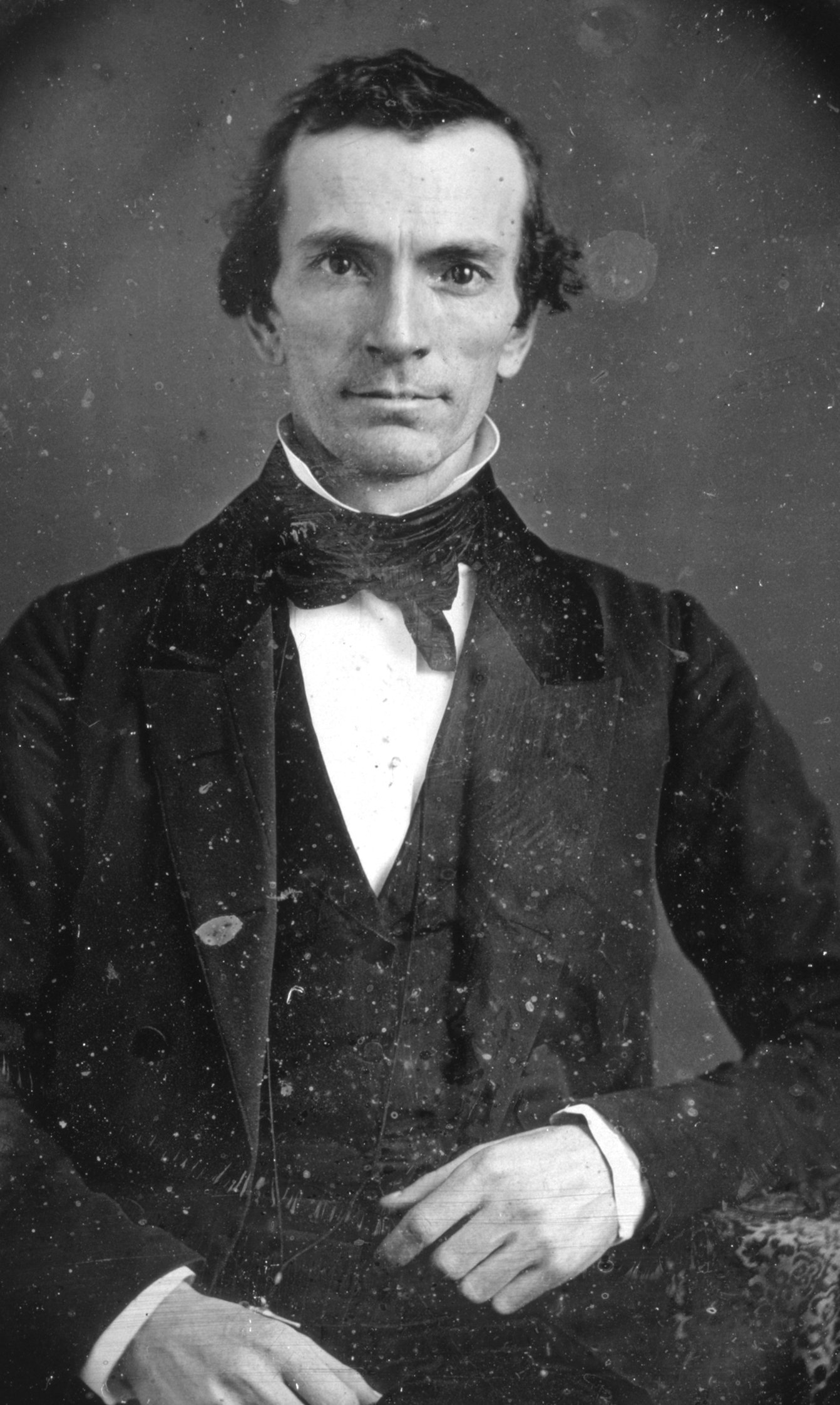
Oliver Cowdery
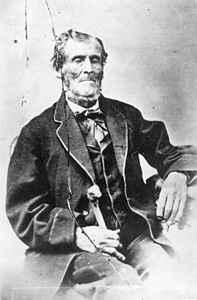
Martin Harris
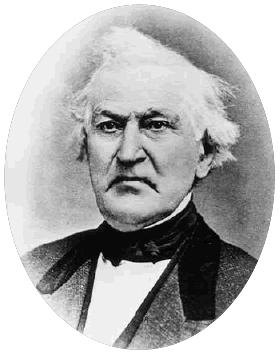
David Whitmer

Els Tres Testimonis eren Oliver Cowdery, Martin Harris i David Whitmer, el testimoni conjunt dels quals, juntament amb una declaració separada de Vuit Testimonis, s'ha imprès amb cada edició del Llibre de Mormó des de la seva primera publicació el 1830. Els tres testimonis finalment va trencar relacions amb Smith i van ser excomunicats de l'Església. El 1838, Joseph Smith va dir a Cowdery, Harris i Whitmer «que eren massa dolents per esmentar-los; i ens havia agradat haver-los oblidat».
Oliver Cowdery es va convertir temporalment en membre de l'Església Metodista, mentre que Martin Harris va adoptar algunes creences de Shaker. Després de la mort de Joseph Smith, Harris i Cowdery van buscar el rebateig a l'Església de Jesucrist dels Sants dels Últims Dies i Whitmer va fundar l'Església de Crist.

## Els Vuit Testimonis
Els Vuit Testimonis eren el segon dels dos grups de «testimonis especials» de les planxes d'or del Llibre de Mormó. Tots eren membres de les famílies Whitmer o Smith: Christian Whitmer, Jacob Whitmer, Peter Whitmer, Jr., John Whitmer, Hiram Page, Joseph Smith, Sr., Hyrum Smith i Samuel Harrison Smith. Joseph Smith Sr. era el pare de Joseph, i Hyrum i Samuel H. Smith eren els seus germans. Christian, Jacob, Peter Jr. i John eren germans de David Whitmer, i Hiram Page era el seu cunyat.

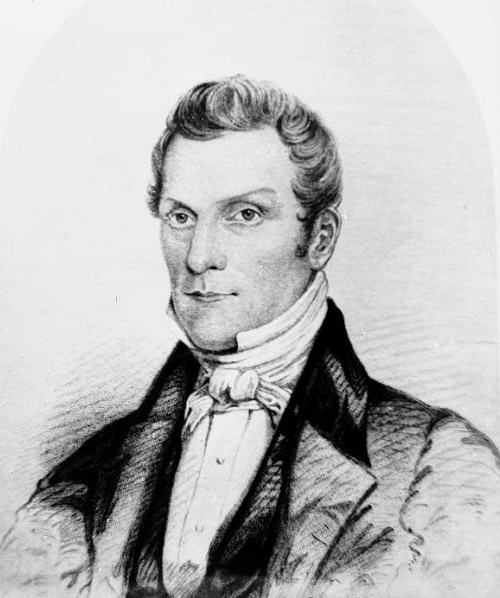
Hyrum Smith
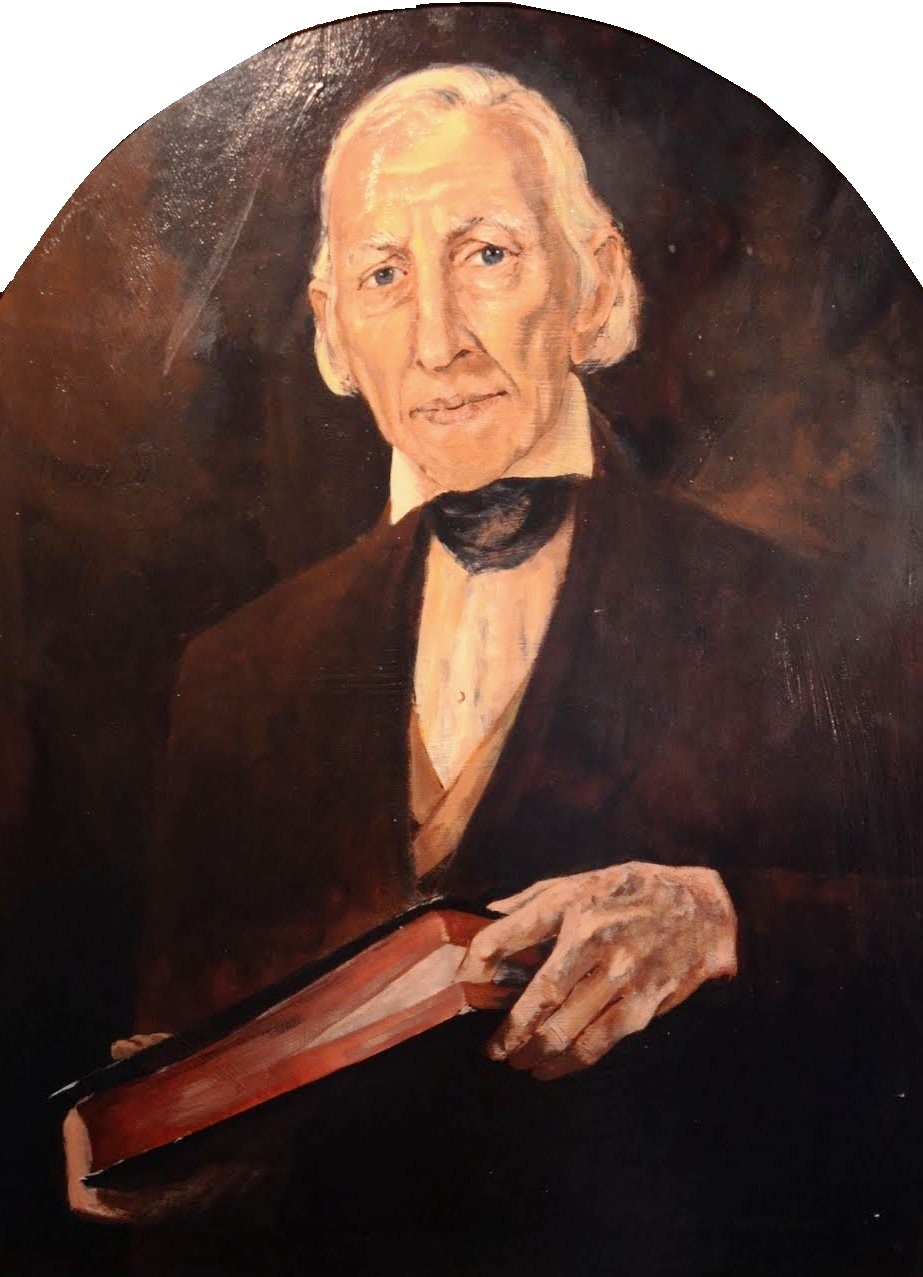
Joseph Smith Sr.
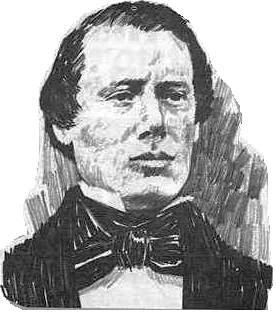
Samuel H. Smith
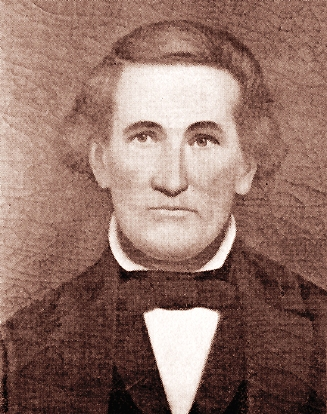
Jacob Whitmer
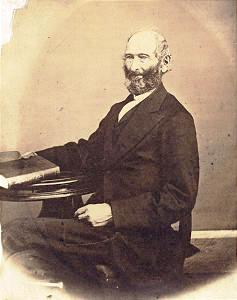
John Whitmer

No hi ha imatges de Hiram Page, Christian Whitmer, i Peter Whitmer Jr.
A diferència dels Tres Testimonis, els Vuit Testimonis van declarar que tots van veure i manipular les planxes daurades. Una altra diferència és que els Vuit Testimonis van testimoniar que Joseph Smith els va mostrar les planxes en lloc d'un àngel com va passar amb els Tres Testimonis.
Christian Whitmer va morir el 1835 i el seu germà Peter Whitmer, Jr. va morir l'any següent. El 1838, els Whitmers supervivents es van allunyar de Joseph Smith durant una lluita de lideratge a Far West, Missouri, i tots tres van ser excomunicats amb altres dissidents, per no tornar a unir-se mai a l'Església de Jesucrist dels Sants dels Últims Dies. No se sap que cap dels Vuit Testimonis hagi negat el seu testimoni de l'autenticitat del Llibre de Mormó o de les planxes d'or.

## Altres testimonis
Mary Musselman Whitmer (1778-1856), mare de cinc Testimonis, que es va ocupar de la llar a Fayette, Nova York, on es va produir gran part de la traducció de les planxes, va dir que un àngel li va ensenyar les planxes i així la va fer més contenta de continuar els seus treballs diaris. Joseph Smith no va fer menció d'aquest fet al seu diari.

## Respostes

### Crítiques
Els crítics del moviment dels Sants dels Últims Dies (des de clergues de finals del segle xix fins a Mark Twain, agnòstics moderns, cristians evangèlics i fins i tot alguns mormons poc ortodoxos («Gran Tenda»)) argumenten que els testimonis dels Testimonis no es poden prendre seriosament.
- Segons Grant H. Palmer, els testimonis del Llibre de Mormó tenien una «mentalitat màgica del segle xix» més que «una perspectiva racionalista». Creien en el que es deia «segona vista» (tradicionalment, això incloïa la capacitat de veure els esperits i els seus llocs d'habitatge dins dels turons locals i en altres llocs).[11] Alguns dels testimonis posseïen i feien servir «pedres de vident»; Oliver Cowdery era radioestesista.[12] Com ha observat el professor de la Universitat de Tufts John L. Brooke, molts dels primers mormons estaven «molt en sintonia amb els poders sobrenaturals de la bruixeria».[13] «Lluny del nostre propi empirisme modern, la visió del món dels testimonis ens és difícil d'entendre» i, per tant, és menys impressionant que «tres signants del Llibre de Mormó van veure i escoltar un àngel».[14]
- Tots els testimonis eren familiars, amics propers o patrocinadors financers de Joseph Smith. Cowdery, Page i els cinc Whitmer estaven relacionats per matrimoni.[15] Mark Twain va fer broma dient més tard: «No em podria sentir més satisfet i en repòs si tota la família Whitmer hagués testificat».[16]
- Encara que Harris va continuar testificant la veritat del Llibre de Mormó fins i tot quan es va allunyar de l'Església, almenys durant els primers anys del moviment, «sembla haver admès repetidament la naturalesa interna i subjectiva de la seva experiència visionària».[Nota 1][17][18].[19]
- Després de la mort de Smith, James Strang, afirmant ser el successor escollit per Smith, també va descobrir planxes enterrades i el testimoni d'onze testimonis de la seva autenticitat. Tots els testimonis vius del Llibre de Mormó (excepte possiblement Cowdery), tres dels Whitmer, Martin Harris i Hiram Page, van acceptar almenys breument el «lideratge, la crida angelical, les planxes metàl·liques i la seva traducció d'aquestes planxes com a autèntiques».[20]

### Apologistes
Els líders de l'Església de Jesucrist dels Sants dels Últims Dies i els manuals dels estudiants assenyalen que cap dels Testimonis mai va negar el seu testimoni tal com estava imprès al Llibre de Mormó ni va negar que Smith fos un autèntic profeta en el moment en què va traduir el llibre.
Els apologistes assenyalen que després de ser excomunicats, Harris i Cowdery van tornar més tard a l'Església.